# 이담 엔터테인먼트
이담 엔터테인먼트(영어: EDAM Entertainment)는 대한민국의 연예기획사이며, 카카오엔터테인먼트의 자회사로 운영되고 있다.

## 현재 소속 연예인
- 아이유
- WOODZ

## 이전 소속 연예인
- 신세경